# Istoria se repetă
Istoria se repetă este o operă literară scrisă de Ion Luca Caragiale în 1897. 